# Liste der Bodendenkmäler in Schmiechen
Auf dieser Seite sind die Bodendenkmäler in der schwäbischen Gemeinde Schmiechen zusammengestellt. Diese Tabelle ist eine Teilliste der Liste der Bodendenkmäler in Bayern. Grundlage ist die Bayerische Denkmalliste, die auf Basis des Bayerischen Denkmalschutzgesetzes vom 1. Oktober 1973 erstmals erstellt wurde und seither durch das Bayerische Landesamt für Denkmalpflege geführt wird. Die folgenden Angaben ersetzen nicht die rechtsverbindliche Auskunft der Denkmalschutzbehörde.

## Bodendenkmäler der Gemeinde Schmiechen

### Bodendenkmäler in der Gemarkung Schmiechen
| Lage                               | Objekt | Akten-Nr.     | Bild                                                                |
| ---------------------------------- | --- | ------------- | ------------------------------------------------------------------- |
| Schmiechen (Standort)              | Siedlung vor- und frühgeschichtlicher Zeitstellung.                                                                                                | D-7-7731-0024 |                                                                     |
| Schmiechen Ringstraße 1 (Standort) | Mittelalterlicher Wasserburgstall, frühneuzeitliches Wasserschloss. Siehe auch: Burgstall, Schloss Schmiechen                                      | D-7-7731-0046 | Mittelalterlicher Wasserburgstall, frühneuzeitliches Wasserschloss. |
| Schmiechen (Standort)              | Mittelalterlicher Wasserburgstall. | D-7-7731-0260 |                                                                     |
| Schmiechen Kirchplatz 1 (Standort) | Mittelalterliche und frühneuzeitliche Befunde im Bereich der Katholischen Pfarrkirche St. Johannes in Schmiechen.                                  | D-7-7731-0282 |                                                                     |
| Schmiechen (Standort)              | Mittelalterliche und frühneuzeitliche Befunde im Bereich der Wallfahrtskirche Maria Kappel. Siehe auch: Wallfahrtskirche Maria Kappel (Schmiechen) | D-7-7731-0283 | weitere Bilder                                                      |

### Bodendenkmäler in der Gemarkung Steindorf
| Lage                 | Objekt                                              | Akten-Nr.     | Bild |
| -------------------- | --------------------------------------------------- | ------------- | ---- |
| Steindorf (Standort) | Siedlung vor- und frühgeschichtlicher Zeitstellung. | D-7-7731-0025 |      |

### Bodendenkmäler in der Gemarkung Unterbergen
| Lage                   | Objekt | Akten-Nr.     | Bild |
| ---------------------- | --- | ------------- | ---- |
| Unterbergen (Standort) | Siedlung des Neolithikums, der Bronzezeit und Latènezeit, Siedlung und Brandgräber der Urnenfelderzeit und der römischen Kaiserzeit. Siehe auch: Neolithikum, Bronzezeit, Latènezeit, Urnenfelderzeit, Römische Kaiserzeit  | D-7-7731-0021 |      |
| Unterbergen (Standort) | Siedlung vor- und frühgeschichtlicher Zeitstellung. | D-7-7731-0022 |      |
| Unterbergen (Standort) | Siedlung des Neolithikums und der Latènezeit, Siedlung und Gräber der Bronzezeit, Urnenfelder- und Hallstattzeit, Villa rustica der römischen Kaiserzeit. Siehe auch: Neolithikum, Latènezeit, Hallstattzeit, Villa rustica | D-7-7731-0262 |      |
| Unterbergen (Standort) | Mittelalterlicher Burgstall. | D-7-7731-0270 |      |